# Burhinus vermiculatus
El alcaraván acuático (Burhinus vermiculatus) es una especie de ave caradriforme de la familia Burhinidae propia de África.

## Distribución
Se lo encuentra en Angola, Botsuana, Burkina Faso, Burundi, Camerún, República Centroafricana, República del Congo, República Democrática del Congo, Costa de Marfil, Etiopía, Gabón, Ghana, Kenia, Liberia, Malaui, Mozambique, Namibia, Níger, Nigeria, Ruanda, Senegal, Somalia, Sudáfrica, Suazilandia, Tanzania, Uganda, Zambia, y Zimbabue.